# Ortezia multiplagiata
Ortezia multiplagiata är en stekelart som först beskrevs av Cameron 1885.  Ortezia multiplagiata ingår i släktet Ortezia och familjen brokparasitsteklar. Inga underarter finns listade i Catalogue of Life.